# 2021 en sport automobile
Chronologie du Sport automobile
2020 en sport automobile - 2021 en sport automobile - 2022 en sport automobile